# Доле (Шентюр)
Доле (словен. Dole) — поселення в общині Шентюр, Савинський регіон, Словенія. 
Висота над рівнем моря: 267,6 м.